# Gary Tobian
Gary Milburn Tobian (Detroit, 14 de agosto de 1935) es un deportista estadounidense que compitió en saltos de trampolín y plataforma.
Participó en dos Juegos Olímpicos de Verano en los años 1956 y 1960, obteniendo tres medallas, plata en Melbourne 1956 y oro y plata en Roma 1960. Ganó dos medallas en los Juegos Panamericanos, bronce en 1955 y oro en 1959.

## Palmarés internacional
| Juegos Olímpicos     | Juegos Olímpicos          | Juegos Olímpicos  | Juegos Olímpicos |
| Año                  | Lugar                     | Medalla           | Prueba           |
| -------------------- | ------------------------- | ----------------- | ---------------- |
| 1956                 | Melbourne (Australia)     | Medalla de plata  | Plataforma 10 m  |
| 1960                 | Roma (Italia)             | Medalla de oro    | Trampolín 3 m    |
| 1960                 | Roma (Italia)             | Medalla de plata  | Plataforma 10 m  |
| Juegos Panamericanos |                           |                   |                  |
| Año                  | Lugar                     | Medalla           | Prueba           |
| 1955                 | Ciudad de México (México) | Medalla de bronce | Plataforma 10 m  |
| 1959                 | Chicago (Estados Unidos)  | Medalla de oro    | Trampolín 3 m    |